# Ambroise Colette Alexandre Verschaffelt
Ambroise Verschaffelt (1825–1886) fue un distinguido horticultor, botánico y escritor belga.
Fundó L'Illustration Horticole en Gante, en 1854, e introdujo muchas nuevas especies de Camellia y otras especies . Los Verschaffelts fueron una familia de criadores belgas especializdos en camelias y azaleas. Publicó Nouvelle Iconographie des Camellias (1848-1860) y continuó la obra de Lorenzo Berlèse Iconographie du genre Camellia. la sua entrepreza era una das majores de sua ciudad. Vendé la sua firma a Jean Linden (1817-1899) en 1869.

## Familia
- Pierre-Antoine Verschaffelt (1764-1844), uno dos fundadores de las "Floralies gantoises" en 1808
- Alexandre-Jacques Verschaffelt (1801-1850), primo hijo de Pierre-Antoine
- Ambroise (1825-1886), hijo de Alexandre-Jacques
- Louis (1806-1849), secondo hijo de Pierre-Antoine
- Jean, (1811-1884), terzo hijo de Pierre-Antoine
- Jean Nuytens-Verschaffelt (1836-1880), hijo adoptivo de Jean

## Honores

### Epónimos
- (Arecaceae) Verschaffeltia H.Wendl.[1]

- La abreviatura «Verschaff.» se emplea para indicar a Ambroise Colette Alexandre Verschaffelt como autoridad en la descripción y clasificación científica de los vegetales.[2]